# Carlos Berkenbrock
Carlos Berkenbrock (Rio do Oeste, 13 de maio de 1972) é um advogado e árbitro de futebol brasileiro, formado em Direito pela FURB .

## Biografia
Natural da cidade catarinense Rio do Oeste, nasceu e cresceu na comunidade agrícola de Toca Grande. Filho de agricultores aposentados de ascendências alemã (pai) e italiana (mãe).

## Carreira
Em 1986, aos quatorze anos, foi enviado para um seminário. Em 1991, mudou-se para a cidade de Rio do Sul (SC) onde ingressou no ensino superior (FURB-FEDAVI) .
A primeira atuação em arbitragem foi em 1992, na Liga Riusulense de Futebol. Logo em 1995, ingressou na Federação Catarinense de Futebol. Sua primeira partida como árbitro foi como assistente pela Liga Riosulense de Futebol entre as equipes do Avaí FC (Lontras) e Ouro Verde FC (Rio do Sul), arbitrada por Sebastião Garcia.
Fora dos gramados, Carlos dirige o escritório de advocacia (BMS Advogados), com os sócios Sayles R. Schutz e Leandro Moratelli .

### Série A
A estreia na Série A do Campeonato Catarinense foi em 1997, como árbitro no jogo Atlético Alto Vale e Avaí. No mesmo ano, estreou na Série A do Campeonato Brasileiro, no jogo de abertura daquele ano entre Grêmio e São Paulo no Olímpico em Porto Alegre, no dia 5 de julho de 1997.

### FIFA
Entre 2009 e 2012, utilizou o escudo da FIFA. 